# La Luz, Epitacio Huerta
La Luz är en ort i Mexiko.   Den ligger i kommunen Epitacio Huerta och delstaten Michoacán de Ocampo, i den centrala delen av landet, 160 km nordväst om huvudstaden Mexico City. La Luz ligger 2 496 meter över havet och antalet invånare är 676.
Terrängen runt La Luz är huvudsakligen kuperad, men den allra närmaste omgivningen är platt. Runt La Luz är det ganska tätbefolkat, med 78 invånare per kvadratkilometer. Närmaste större samhälle är Coroneo, 9,4 km sydväst om La Luz. I omgivningarna runt La Luz växer huvudsakligen savannskog.